# Lampião & Lancelote
Lampião & Lancelote é um livro infantil, escrito e ilustrado por Fernando Vilela, com contra-capa assinada por Bráulio Tavares, publicado em 2006 pela Cosac Naify. Influenciado pela literatura de cordel, o livro apresenta um inusitado encontro entre o cangaceiro Lampião e o cavaleiro da Távola Redonda Lancelote. Em 2007, o livro foi premiado em 1° lugar na categoria ilustração de Livro Infantil ou Juvenil, 1° lugar na categoria infantil e 2° lugar na categoria capa do Prêmio Jabuti, nas categorias melhor livro de poesia, melhor projeto editorial, melhor ilustração escritor revelação do Prêmio FNLIJ e  menção honrosa na categoria New Horizons no Prêmio Bologna Ragazzi.  Em 2013, o livro ganhou uma adaptação para o teatro musical no espetáculo de mesmo nome, adaptado por Bráulio Tavares, com direção de Débora Dubois e trilha sonora de Zeca Baleiro, ainda em 2013, o musical foi premiado na categoria Melhor Espetáculo para Jovens do Troféu APCA, nas categorias Melhor Espetáculo Jovem, Melhor Atriz Coadjuvante para Luciana Carnielli, Melhor Ator para Daniel Infantini, Melhor Iluminação para Débora Dubois, Melhor Figurino para Márcio Vinicius, Melhor Texto Adaptado para Braulio Tavares no Prêmio São Paulo de Incentivo ao Teatro Infantil e Jovem, nas categorias Melhor Musical Brasileiro, Melhor Ator Revelação em Teatro Musical para Daniel Infantini e Melhor Melhor Figurino para Márcio Vinicius no Prêmio Bibi Ferreira e na categoria Melhor Ator para Daniel Infantini no Prêmio Arte Qualidade Brasil.
Em 2016, o livro foi relançado pela Jorge Zahar Editor.